# Jan Kantůrek
Jan Kantůrek (4. května 1948 Zlín – 21. března 2018 Praha) byl český překladatel převážně fantasy, science fiction, komiksů a westernů z angličtiny. Jeho nejznámějšími překlady jsou cyklus Zeměplocha od Terryho Pratchetta a knihy o barbaru Conanovi od R. E. Howarda i jeho pokračovatelů.
Byl ženatý a měl dvě děti. Žil v Praze. V letech 1975–1990 pracoval jako technický redaktor v nakladatelství Artia, od roku 1990 do roku 1992 byl vedoucím odbytu nakladatelství Aventinum, od té doby byl překladatelem na volné noze. V roce 1984 se podílel na obnově Klubu Julese Vernea, pro jehož fanziny brzy začal překládat, např. několik krátkých Howardových povídek. Od roku 2003 byl jeho předsedou. Byl sběratelem komiksů. Podle vlastních slov i podle slov svého vydavatele v Česku Vlastimíra Talaše anglicky uměl číst, ale měl problémy mluvit.
Patřil k našim nejpopulárnějším překladatelům jak u fanoušků SF, tak i širší čtenářské veřejnosti díky vynalézavosti, s níž převádí slovní hříčky v Zeměploše.[zdroj?] Ve fandomu byl oblíben rovněž díky svému předčítání z připravovaných Pratchettových knih a občasným jiným pořadům na conech; velký úspěch sklidil v roli Knihovníka v ochotnických inscenacích divadelních her ze Zeměplochy, pro niž byl jedinečně fyzicky disponován.[zdroj?] Získal ceny Akademie science fiction, fantasy a hororu pro nejlepšího překladatele let 1995–97 a 1999, v ročníku 2003 také cenu za dlouholetou práci pro SF. Menšina čtenářů kritizovala jeho věcné chyby a anglicismy ve stylu.[zdroj?]
Přeložil více než dvě stě titulů; autoři, jimž se věnoval soustavněji, jsou kromě výše uvedených: Poul Anderson, Piers Anthony (dva díly humoristické fantasy Xanth), Edgar Rice Burroughs (cykly John Carter, pán Marsu, Pellucidar a několik pozdních titulů o Tarzanovi), Lyon Sprague de Camp, Lin Carter, Lester Del Rey (u všech tří zejména, ale ne výhradně pro jejich conanovská díla), autor westernů Louis L'Amour, Roger Zelazny a komiks Sláine.